# Saison 1923-1924 de la LNH
Saison précédente Saison suivante
La saison 1923-1924 est la septième saison de la Ligue nationale de hockey. Chaque équipe a joué 24 parties.
Les Canadiens de Montréal gagnent la coupe Stanley en battant les Tigers de Calgary de la Western Canada Hockey League et les Maroons de Vancouver de l'Association de hockey de la Côte du Pacifique. C'est la première année que le Trophée Hart est remis pour récompenser le meilleur joueur de la saison : Frank Nighbor des Sénateurs d'Ottawa est le premier joueur à recevoir cette récompense.

## Saison régulière

### Classement
Les deux premières équipes de se rencontrent pour avoir le droit de disputer la Coupe Stanley. 
| Clt   | Équipe                  | PJ | V  | D  | N | BP | BC | Pts |
| ----- | ----------------------- | -- | -- | -- | - | -- | -- | --- |
| +001, | Sénateurs d'Ottawa      | 24 | 16 | 8  | 0 | 74 | 54 | 32  |
| +002, | Canadiens de Montréal   | 24 | 13 | 11 | 0 | 59 | 48 | 26  |
| +003, | St. Patricks de Toronto | 24 | 10 | 14 | 0 | 59 | 85 | 20  |
| +004, | Tigers de Hamilton      | 24 | 9  | 15 | 0 | 63 | 68 | 18  |

- Vainqueur de la saison régulière
- Qualifié

### Meilleurs pointeurs
| Joueur         | Équipe   | PJ | B  | A | Pts |
| -------------- | -------- | -- | -- | - | --- |
| Cy Denneny     | Ottawa   | 21 | 22 | 1 | 23  |
| Billy Boucher  | Montréal | 23 | 16 | 6 | 22  |
| Aurèle Joliat  | Montréal | 24 | 15 | 5 | 20  |
| Babe Dye       | Toronto  | 19 | 17 | 2 | 19  |
| George Boucher | Ottawa   | 21 | 14 | 5 | 19  |
| Billy Burch    | Hamilton | 24 | 16 | 2 | 18  |
| King Clancy    | Ottawa   | 24 | 9  | 8 | 17  |
| Jack Adams     | Toronto  | 22 | 13 | 3 | 16  |
| Howie Morenz   | Montréal | 24 | 13 | 3 | 16  |
| Reg Noble      | Toronto  | 23 | 12 | 3 | 15  |

## Séries éliminatoires de la Coupe Stanley

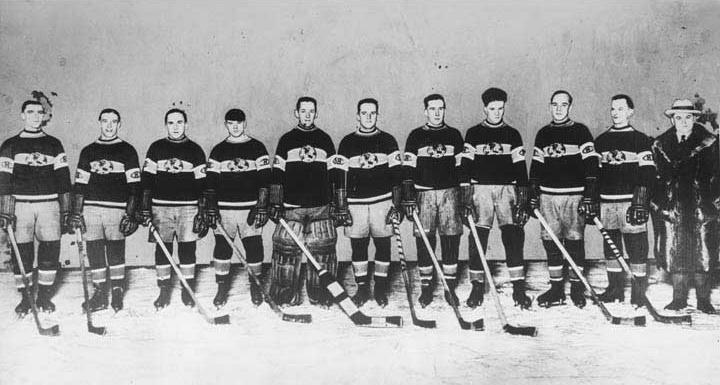
L'équipe des Canadiens de Montréal en 1924 après avoir gagné la Coupe Stanley.

Le propriétaire des Canadiens, Léo Dandurand, ayant déclaré que son équipe était meilleure que les deux équipes de la WCHL et PCHA, souhaite que les deux autres équipes s'affrontent et que les Canadiens ne jouent que contre l'équipe gagnante. Cela ne convient pas au président de la PCHA, Frank Patrick et les Canadiens doivent affronter les deux équipes afin de savoir qui gagnent la Coupe. Les deux équipes de l'Ouest s'affrontent cependant avant de rencontrer les Canadiens, le perdant affrontant en premier les Canadiens.

### Finale de la LNH
- Les Sénateurs d'Ottawa vs les Canadiens de Montréal
  - 8  mars : Montréal 1-0 Ottawa
  - 11 mars : Montréal 4-2 Ottawa

Montréal gagne la série 5 buts à 3 et le Trophée O'Brien

### Finale de la Coupe Stanley
- Demi-finale : Maroons de Vancouver de l'Association de hockey de la Côte du Pacifique vs les Canadiens de Montréal
  - 18 mars : Vancouver 2-3 Montréal
  - 20 mars : Vancouver 1-2 Montréal

- Finale de la Coupe Stanley : Les Tigers de Calgary de la Ligue de hockey de l'Ouest du Canada contre les Canadiens de Montréal
  - 22 mars : Calgary 1-6 Montréal
  - 25 mars : Calgary 0-3 Montréal

Montréal gagne la série 2-0 et la Coupe Stanley.

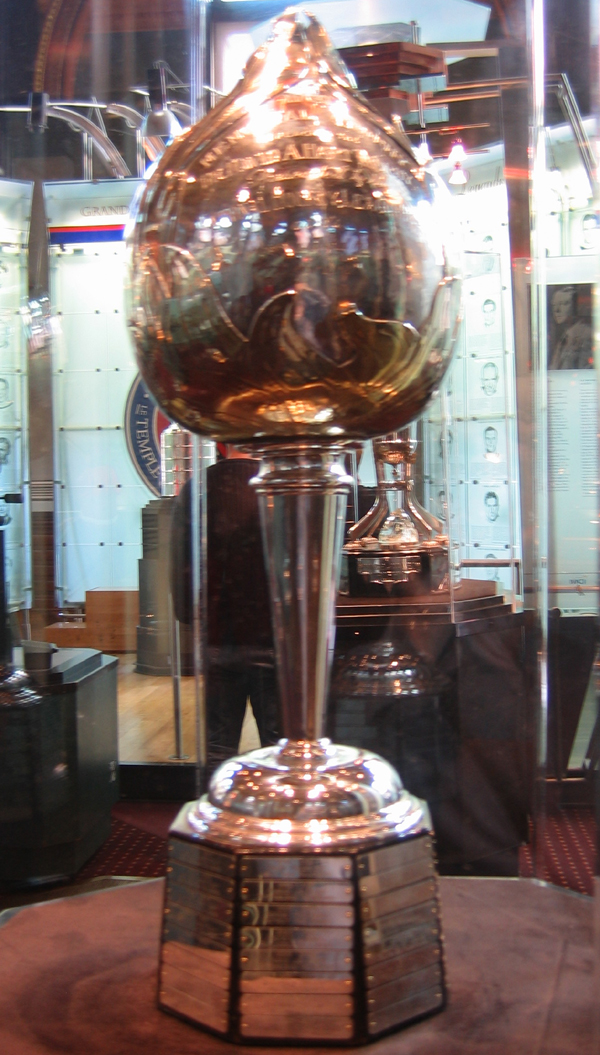
Trophée Hart

## Honneurs remis aux joueurs et aux équipes
| Trophée      | Joueur        | Équipe             |
| ------------ | ------------- | ------------------ |
| Trophée Hart | Frank Nighbor | Sénateurs d'Ottawa |

| Trophée         | Équipe                |
| --------------- | --------------------- |
| Trophée O'Brien | Canadiens de Montréal |
| Coupe Stanley   | Canadiens de Montréal |